# هارريسون (نيويورك)
هارريسون (بالإنجليزية: Harrison)‏ هي قريةفي ولاية نيويورك الأمريكية. يبلغ عدد سكانها حسب تعداد سنة 2000: 24,129 نسمة. ويبلغ عددهم حسب تقدير 2007 حوالي:26,504 نسمة.

## التركيبة السكانية
حدّد مكتب تعداد الولايات المتحدة بيانات التركيبة السكانية لهارريسون في تعداد الولايات المتحدة. في ما يلي، التركيبة السكانية حسب تعدادي 2000 و2010.

### تعداد عام 2000
بلغ عدد سكان هارريسون 24,154 نسمة بحسب تعداد عام 2000، وبلغ عدد الأسر 8,394 أسرة وعدد العائلات 6,187 عائلة مقيمة في القرية. في حين سجلت الكثافة السكانية 534.7 نسمة لكل كيلومتر مربع (1,384.9/ميل2). وبلغ عدد الوحدات السكنية 8,680 وحدة بمتوسط كثافة قدره 192.2 لكل كيلومتر مربع (497.8/ميل2).
وتوزع التركيب العرقي للقرية بنسبة 89.78% من البيض و1.43% من الأمريكيين الأفارقة و0.09% من الأمريكيين الأصليين و5.44% من الأمريكيين ذوي الأصول الآسيوية و0.01% من سكان جزر المحيط الهادئ و1.59% من الأعراق الأخرى و1.67% من عرقين مختلطين أو أكثر و6.70% من الهسبانيون أو اللاتينيون من أي عرق.
بلغ عدد الأسر 8,394 أسرة كانت نسبة 37.2% منها لديها أطفال تحت سن الثامنة عشر تعيش معهم، وبلغت نسبة الأزواج القاطنين مع بعضهم البعض 62.4% من أصل المجموع الكلي للأسر، ونسبة 8.7% من الأسر كان لديها معيلات من الإناث دون وجود شريك، بينما كانت نسبة 2.6% من الأسر لديها معيلون من الذكور دون وجود شريكة وكانت نسبة 26.3% من غير العائلات. تألفت نسبة 22.1% من أصل جميع الأسر من عدة أفراد يعيشون في نفس المنزل ونسبة 8.7% كانت تتألف من شخص يعيش بمفرده يبلغ من العمر 65 عاماً أو أكثر. وبلغ متوسط حجم الأسرة المعيشية 2.72، أما متوسط حجم العائلات فبلغ 3.20.
بلغ العمر الوسطي للسكان 37.2 عاماً. وكانت نسبة 24.4% من القاطنين تحت سن الثامنة عشر، وكانت نسبة 4.9% بين الثامنة عشر والرابعة والعشرين عاماً، ونسبة 29.1% كانت واقعةً في الفئة العمرية ما بين الخامسة والعشرين والرابعة والأربعين عاماً، ونسبة 21.8% كانت ما بين الخامسة والأربعين والرابعة والستين، ونسبة 14.4% كانت ضمن فئة الخامسة والستين عاماً فما فوق. يوجد لكل 100 أنثى 91.4 ذكر، ويوجد لكل 100 أنثى في الثامنة عشر من عمرها فما فوق 87.7 ذكر.
بلغ متوسط دخل الأسرة في القرية 80,738 دولارًا، أما متوسط دخل العائلة فبلغ 98,167 دولارًا. وكان متوسط دخل الذكور 63,871 دولارًا مقابل 41,581 دولارًا للإناث. وسجل دخل الفرد الخاص بالقرية 49,652 دولارًا. وكانت نسبة 4.2% من العائلات ونسبة 5.6% من السكان تحت خط الفقر، وكان من هؤلاء نسبة 5.4% تحت سن الثامنة عشر ونسبة 7.8% في الخامسة والستين من العمر وما فوق.

### تعداد عام 2010
بلغ عدد سكان هارريسون 27,472 نسمة بحسب تعداد عام 2010، وبلغ عدد الأسر 8,375 أسرة وعدد العائلات 6,224 عائلة مقيمة في القرية. في حين سجلت الكثافة السكانية 608.2 نسمة لكل كيلومتر مربع (1,575.2/ميل2). وبلغ عدد الوحدات السكنية 8,956 وحدة بمتوسط كثافة قدره 198.3 لكل كيلومتر مربع (513.6/ميل2).
وتوزع التركيب العرقي للقرية بنسبة 84.07% من البيض و2.45% من الأمريكيين الأفارقة و0.21% من الأمريكيين الأصليين و7.54% من الأمريكيين ذوي الأصول الآسيوية و0.04% من سكان جزر المحيط الهادئ و3.29% من الأعراق الأخرى و2.40% من عرقين مختلطين أو أكثر و11.66% من الهسبانيون أو اللاتينيون من أي عرق.
بلغ عدد الأسر 8,375 أسرة كانت نسبة 38.2% منها لديها أطفال تحت سن الثامنة عشر تعيش معهم، وبلغت نسبة الأزواج القاطنين مع بعضهم البعض 61.3% من أصل المجموع الكلي للأسر، ونسبة 9.7% من الأسر كان لديها معيلات من الإناث دون وجود شريك، بينما كانت نسبة 3.3% من الأسر لديها معيلون من الذكور دون وجود شريكة وكانت نسبة 25.7% من غير العائلات. تألفت نسبة 21.2% من أصل جميع الأسر من عدة أفراد يعيشون في نفس المنزل ونسبة 8.6% كانت تتألف من شخص يعيش بمفرده يبلغ من العمر 65 عاماً أو أكثر. وبلغ متوسط حجم الأسرة المعيشية 2.77، أما متوسط حجم العائلات فبلغ 3.24.
بلغ العمر الوسطي للسكان 34.6 عاماً. وكانت نسبة 22.7% من القاطنين تحت سن الثامنة عشر، وكانت نسبة 19.2% بين الثامنة عشر والرابعة والعشرين عاماً، ونسبة 21.1% كانت واقعةً في الفئة العمرية ما بين الخامسة والعشرين والرابعة والأربعين عاماً، ونسبة 24.2% كانت ما بين الخامسة والأربعين والرابعة والستين، ونسبة 12.8% كانت ضمن فئة الخامسة والستين عاماً فما فوق. وتوزع التركيب الجنسي للسكان بنسبة 46.9% ذكور و53.1% إناث.

## المناخ
يظهر الجدول التالي التغييرات المناخية على مدار السنة لهارريسون:
| البيانات المناخية لـهارريسون      | البيانات المناخية لـهارريسون | البيانات المناخية لـهارريسون | البيانات المناخية لـهارريسون | البيانات المناخية لـهارريسون | البيانات المناخية لـهارريسون | البيانات المناخية لـهارريسون | البيانات المناخية لـهارريسون | البيانات المناخية لـهارريسون | البيانات المناخية لـهارريسون | البيانات المناخية لـهارريسون | البيانات المناخية لـهارريسون | البيانات المناخية لـهارريسون | البيانات المناخية لـهارريسون |
| الشهر                             | يناير                        | فبراير                       | مارس                         | أبريل                        | مايو                         | يونيو                        | يوليو                        | أغسطس                        | سبتمبر                       | أكتوبر                       | نوفمبر                       | ديسمبر                       | المعدل السنوي                |
| --------------------------------- | ---------------------------- | ---------------------------- | ---------------------------- | ---------------------------- | ---------------------------- | ---------------------------- | ---------------------------- | ---------------------------- | ---------------------------- | ---------------------------- | ---------------------------- | ---------------------------- | ---------------------------- |
| متوسط درجة الحرارة الكبرى °ف (°م) | 35 (2)                       | 39 (4)                       | 47 (8)                       | 58 (14)                      | 68 (20)                      | 77 (25)                      | 82 (28)                      | 80 (27)                      | 73 (23)                      | 62 (17)                      | 51 (11)                      | 40 (4)                       | 59 (15)                      |
| متوسط درجة الحرارة الصغرى °ف (°م) | 21 (−6)                      | 23 (−5)                      | 29 (−2)                      | 39 (4)                       | 49 (9)                       | 59 (15)                      | 64 (18)                      | 63 (17)                      | 55 (13)                      | 44 (7)                       | 36 (2)                       | 27 (−3)                      | 42 (6)                       |
| الهطول إنش (مم)                   | 3.78 (96)                    | 3.10 (79)                    | 4.52 (115)                   | 4.40 (112)                   | 4.12 (105)                   | 4.25 (108)                   | 3.71 (94)                    | 4.16 (106)                   | 4.72 (120)                   | 4.41 (112)                   | 3.97 (101)                   | 4.32 (110)                   | 49.46 (1٬258)                |
| المصدر: The Weather Channel       |                              |                              |                              |                              |                              |                              |                              |                              |                              |                              |                              |                              |                              |

## أعلام
- ويليام فيكري
- آن مارا
- هاريسون غري فيسك
- بيتر تشرنين
- بوبي جوردن